# Bóng chày tại Đại hội Thể thao Liên châu Mỹ
Nội dung bóng chày tại Đại hội Thể thao Liên châu Mỹ từ lâu đã được coi là một trong những sự kiện bóng chày quốc tế hàng đầu trên thế giới, thậm chí còn danh giá hơn cả nội dung ở Thế vận hội. Điều này là do mức độ cạnh tranh của các đội tuyển châu Mỹ cao hơn so với phần còn lại của thế giới vốn thi đấu ở Thế vận hội, nơi mà cả châu Mỹ chỉ có vỏn vẹn hai suất tham dự.  Cuba đã thống trị giải đấu kể từ khi nó được thành lập với bảng thành tích áp đảo, họ sở hữu những cầu thủ mạnh và chuyên nghiệp nhất, trong khi  Hoa Kỳ chỉ cử đi các cầu thủ ở lứa tuổi đại học đến tham dự đại hội, vì lịch thi đấu dày đặc không cho phép các cầu thủ tốt nhất tại Giải bóng chày nhà nghề Mỹ tham gia. Năm 2013, nội dung dành cho nữ đã được thông qua để trở thành một phần của chương trình thi đấu chính thức, có hiệu lực từ kỳ đại hội năm 2015. Thông thường có bảy đội nam và năm đội nữ tham gia tranh tài ở mỗi nội dung.
Năm 2019, nội dung nữ đã không được tổ chức, trong khi giải nam lần đầu tiên có sự góp mặt của tám đội.

## Nội dung nam
| Năm           | Chủ nhà        | Huy chương          | Huy chương          | Huy chương           | Huy chương          |
| Năm           | Chủ nhà        | Vàng                | Bạc                 | Đồng                 | Hạng 4              |
| ------------- | -------------- | ------------------- | ------------------- | -------------------- | ------------------- |
| 1951 Chi tiết | Buenos Aires   | · Cuba              | · Hoa Kỳ            | · México             | · Nicaragua         |
| 1955 Chi tiết | TP México      | · Cộng hòa Dominica | · Hoa Kỳ            | · Venezuela          | · México            |
| 1959 Chi tiết | Chicago        | · Venezuela         | · Puerto Rico       | · Hoa Kỳ             | · Cuba              |
| 1963 Chi tiết | São Paulo      | · Cuba              | · Hoa Kỳ            | · México             | · Venezuela         |
| 1967 Chi tiết | Winnipeg       | · Hoa Kỳ            | · Cuba              | · Puerto Rico        | · México            |
| 1971 Chi tiết | Cali           | · Cuba              | · Hoa Kỳ            | · Colombia           | · Canada            |
| 1975 Chi tiết | TP México      | · Cuba              | · Hoa Kỳ            | · Venezuela          | · México            |
| 1979 Chi tiết | San Juan       | · Cuba              | · Cộng hòa Dominica | · Puerto Rico        | · Hoa Kỳ            |
| 1983 Chi tiết | Caracas        | · Cuba              | · Nicaragua         | · Hoa Kỳ             | · Cộng hòa Dominica |
| 1987 Chi tiết | Indianapolis   | · Cuba              | · Hoa Kỳ            | · Puerto Rico        | · Canada            |
| 1991 Chi tiết | Havana         | · Cuba              | · Puerto Rico       | · Hoa Kỳ             | · Cộng hòa Dominica |
| 1995 Chi tiết | Mar del Plata  | · Cuba              | · Nicaragua         | · Puerto Rico        | · México            |
| 1999 Chi tiết | Winnipeg       | · Cuba              | · Hoa Kỳ            | · Canada             | · México            |
| 2003 Chi tiết | Santo Domingo  | · Cuba              | · Hoa Kỳ            | · México             | · Nicaragua         |
| 2007 Chi tiết | Rio de Janeiro | · Cuba              | · Hoa Kỳ            | · México · Nicaragua | Không có            |
| 2011 Chi tiết | Guadalajara    | · Canada            | · Hoa Kỳ            | · Cuba               | · México            |
| 2015 Chi tiết | Toronto        | · Canada            | · Hoa Kỳ            | · Cuba               | · Puerto Rico       |
| 2019 Chi tiết | Lima           | · Puerto Rico       | · Canada            | · Nicaragua          | · Colombia          |
| 2023 Chi tiết | Santiago       | · Colombia          | · Brasil            | · México             | · Panamá            |
| 2027 Chi tiết | Lima           |                     |                     |                      |                     |

## Nội dung nữ
| Năm           | Chủ nhà | Huy chương | Huy chương | Huy chương    |
| Năm           | Chủ nhà | Vàng       | Bạc        | Đồng          |
| ------------- | ------- | ---------- | ---------- | ------------- |
| 2015 Chi tiết | Toronto | · Hoa Kỳ · | · Canada · | · Venezuela · |

## Bảng tổng sắp huy chương (cả 2 nội dung)
| Hạng                | Đoàn                | Vàng | Bạc | Đồng | Tổng số |
| ------------------- | ------------------- | ---- | --- | ---- | ------- |
| 1                   | Cuba                | 12   | 1   | 2    | 15      |
| 2                   | Hoa Kỳ              | 2    | 11  | 3    | 16      |
| 3                   | Canada              | 2    | 2   | 1    | 5       |
| 4                   | Puerto Rico         | 1    | 2   | 4    | 7       |
| 5                   | Cộng hòa Dominica   | 1    | 1   | 0    | 2       |
| 6                   | Venezuela           | 1    | 0   | 3    | 4       |
| 7                   | Colombia            | 1    | 0   | 1    | 2       |
| 8                   | Nicaragua           | 0    | 2   | 2    | 4       |
| 9                   | Brasil              | 0    | 1   | 0    | 1       |
| 10                  | México              | 0    | 0   | 5    | 5       |
| Tổng số (10 đơn vị) | Tổng số (10 đơn vị) | 20   | 20  | 21   | 61      |

## Các nước tham gia nội dung nam
| Quốc gia             | 1951 | 1955 | 1959 | 1963 | 1967 | 1971 | 1975 | 1979 | 1983 | 1987 | 1991 | 1995 | 1999 | 2003 | 2007 | 2011 | 2015 | 2019 | 2023 | Năm |
| -------------------- | ---- | ---- | ---- | ---- | ---- | ---- | ---- | ---- | ---- | ---- | ---- | ---- | ---- | ---- | ---- | ---- | ---- | ---- | ---- | --- |
| Argentina            | 8    |      |      |      |      |      |      |      |      |      |      | 6    |      |      |      |      |      | 7    |      | 3   |
| Aruba                |      |      |      |      |      |      |      |      |      | 6    | 7    |      |      |      |      |      |      |      |      | 2   |
| Bahamas              |      |      |      |      |      |      |      | 5    |      |      |      |      |      | 9    |      |      |      |      |      | 2   |
| Brasil               | 7    |      | 9    | 5    |      |      |      |      | 11   |      |      | 8    | 9    | 5    | 7    |      |      |      | 2    | 9   |
| Canada               |      |      |      |      | 5    | 4    | 7    | 8    | 6    | 4    | 8    |      | 3    |      |      | 1    | 1    | 2    |      | 11  |
| Chile                |      |      |      |      |      |      |      |      |      |      |      |      |      |      |      |      |      |      | 8    | 1   |
| Colombia             | 6    |      |      |      |      | 3    | 6    | 7    | 8    |      |      |      |      |      |      |      | 7    | 4    | 1    | 8   |
| Costa Rica           |      |      | 6    |      |      |      |      |      |      |      |      |      |      |      |      |      |      |      |      | 1   |
| Cuba                 | 1    |      | 4    | 1    | 2    | 1    | 1    | 1    | 1    | 1    | 1    | 1    | 1    | 1    | 1    | 3    | 3    | 6    | 6    | 18  |
| Cộng hòa Dominica    |      | 1    | 8    |      |      | 7    | 5    | 2    | 4    |      | 4    |      | 6    | 7    | 5    | 5    | 5    | 5    | 5    | 14  |
| El Salvador          |      |      |      |      |      |      | 9    |      |      |      |      |      |      |      |      |      |      |      |      | 1   |
| Guatemala            |      |      |      |      |      |      |      |      |      |      |      | 7    | 8    | 8    |      |      |      |      |      | 3   |
| México               | 3    | 4    | 5    | 3    | 4    | 9    | 4    | 9    |      |      | 6    | 4    | 4    | 3    | 3    | 4    |      |      | 3    | 15  |
| Antille thuộc Hà Lan |      | 5    |      |      |      |      |      |      | 10   | 8    | 9    | 10   |      |      |      |      |      |      |      | 5   |
| Nicaragua            | 4    |      | 7    |      |      | 8    |      |      | 2    | 5    | 5    | 2    | 5    | 4    | 3    |      | 6    | 3    |      | 12  |
| Panamá               |      |      |      |      |      |      |      |      | 7    |      |      | 5    | 7    | 6    | 6    | 8    |      |      | 4    | 7   |
| Perú                 |      |      |      |      |      |      |      |      |      |      |      |      |      |      |      |      |      | 8    |      | 1   |
| Puerto Rico          |      |      | 2    |      | 3    | 5    | 8    | 3    | 9    | 3    | 2    | 3    |      |      |      | 7    | 4    | 1    |      | 12  |
| Hoa Kỳ               | 2    | 2    | 3    | 2    | 1    | 2    | 2    | 4    | 3    | 2    | 3    | 9    | 2    | 2    | 2    | 2    | 2    |      |      | 17  |
| Venezuela            | 5    | 3    | 1    | 4    |      | 6    | 3    | 6    | 5    | 7    |      |      |      |      | 8    | 6    |      |      | 7    | 12  |
| Quốc gia             | 8    | 5    | 9    | 5    | 5    | 9    | 9    | 9    | 11   | 8    | 9    | 10   | 9    | 9    | 8    | 8    | 7    | 8    | 8    |     |

## Các nước tham gia nội dung nữ
| Quốc gia       | 15 | Số lần tham dự |
| -------------- | -- | -------------- |
| Canada         | 2  | 1              |
| Cuba           | 5  | 1              |
| Puerto Rico    | 4  | 1              |
| Hoa Kỳ         | 1  | 1              |
| Venezuela      | 3  | 1              |
| Số đội tham dự | 5  |                |

## Liên kết
1. ↑  https://egrove.olemiss.edu/cgi/viewcontent.cgi?article=1302&context=hon_thesis
2. ↑  "Bản sao đã lưu trữ". Bản gốc lưu trữ ngày 28 tháng 7 năm 2019. Truy cập ngày 29 tháng 9 năm 2021.
3. 1 2  "2015 Pan Am Games to include women's baseball". baseball.ca/. Baseball Canada. ngày 11 tháng 2 năm 2013. Truy cập ngày 28 tháng 10 năm 2014.